# Eisenbahnunfall von Dresden-Neustadt
Der Eisenbahnunfall von Dresden-Neustadt vom 22. September 1918 war ein Auffahrunfall zweier Schnellzüge in der Dresdner Leipziger Vorstadt, ca. 2 km vor dem Bahnhof Dresden-Neustadt. Mindestens 18 Menschen starben.

## Ausgangslage

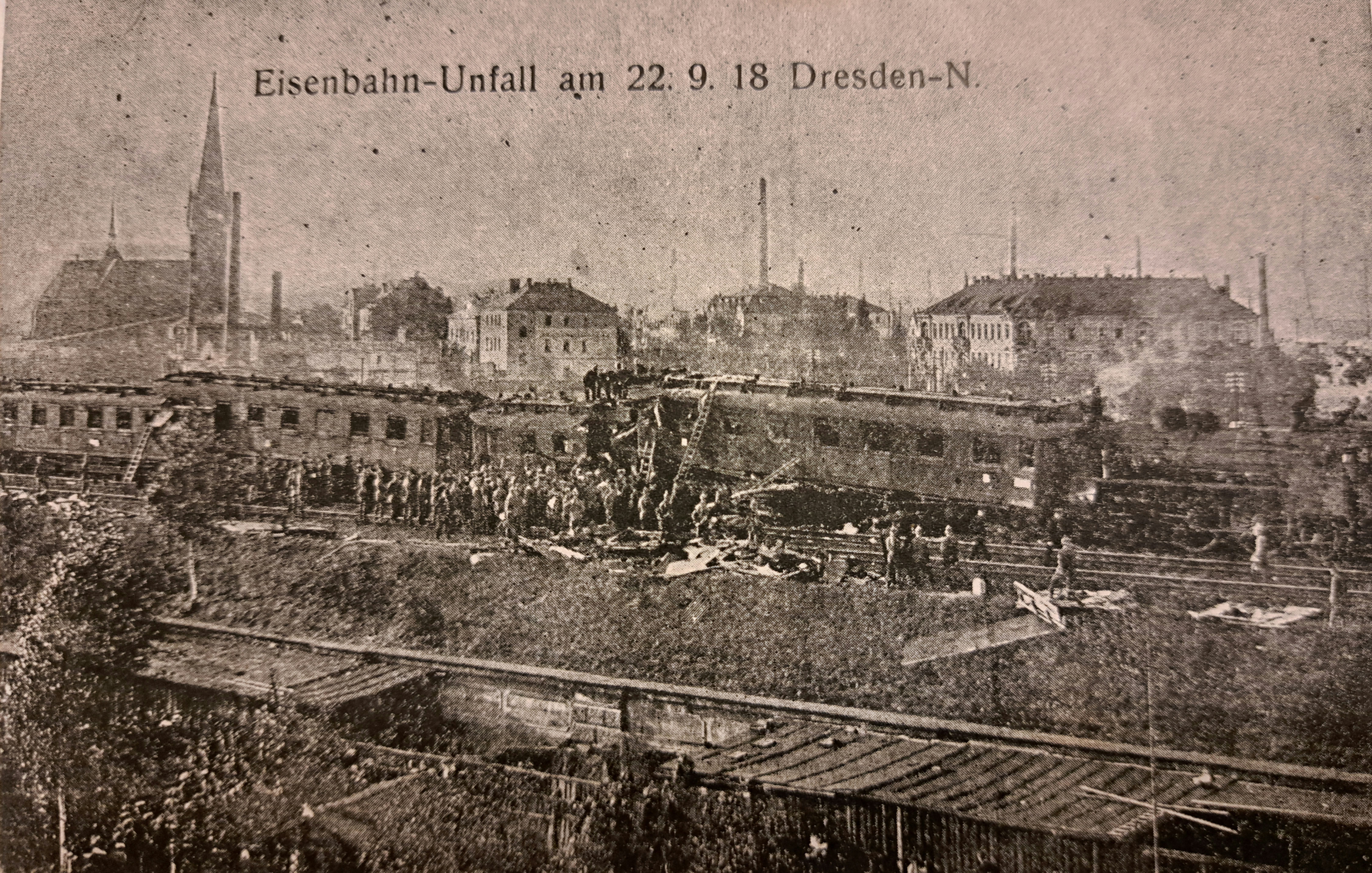
Bahnunfall.22. September 1918. Dresden-Neustadt

Die Strecke vor der Einfahrt in den Bahnhof Dresden-Neustadt war durch einen Streckenblock gesichert, die Sicht an diesem Abend gut.
Der P 1513 war auf der Bahnstrecke Borsdorf–Coswig von Leipzig über Döbeln nach Dresden unterwegs gewesen und befand sich unmittelbar vor der Einfahrt in den Bahnhof Dresden-Neustadt. Ihm folgte der D 196 von Berlin nach Dresden. Diesem wiederum folgte im Blockabstand der D 13 Leipzig–Dresden. Wegen des geringen zeitlichen Abstands zwischen den beiden Schnellzügen musste der D 13 in Radebeul und Trachau abbremsen, weil die Vorsignale „Halt erwarten“ zeigten, denn der vorausfahrende Zug blockierte den entsprechenden Blockabschnitt noch.

## Unfallhergang
Gegen 21:28 Uhr blieb der P 1513 wegen eines Lokschadens vor dem Einfahrsignal des Bahnhofs Dresden-Neustadt liegen. Aufgrund des Streckenblocks zeigte das Signal mit der Bezeichnung „Posten 30“, das die Einfahrt in den von dem Personenzug belegten Blockabschnitt sicherte, „Halt“ für den folgenden Zug. Der D 196 musste nun vor diesem „Halt“ zeigenden Signal warten.
Der Lokomotivführer des D 13 deutete aufgrund einer Farbenblindheit, die nicht bekannt war und sich erst bei den nachfolgenden Ermittlungen herausstellte, das in Pieschen „Halt“ zeigende Signal unzutreffend und glaubte, es zeige „Fahrt frei“: Er verwechselte rotes und grünes Licht und fuhr so in den von dem D 196 belegten Streckenabschnitt hinein. Vor dem Vorsignal des Postens 30, das den folgenden Blockabschnitt sicherte und „Halt erwarten“ zeigte, bremste er, leitete aber erst 40 m vor dem Aufprall auf den D 196 eine Schnellbremsung ein. Der Aufprall auf den stehenden D 196 war damit aber nicht mehr zu verhindern.

## Folgen

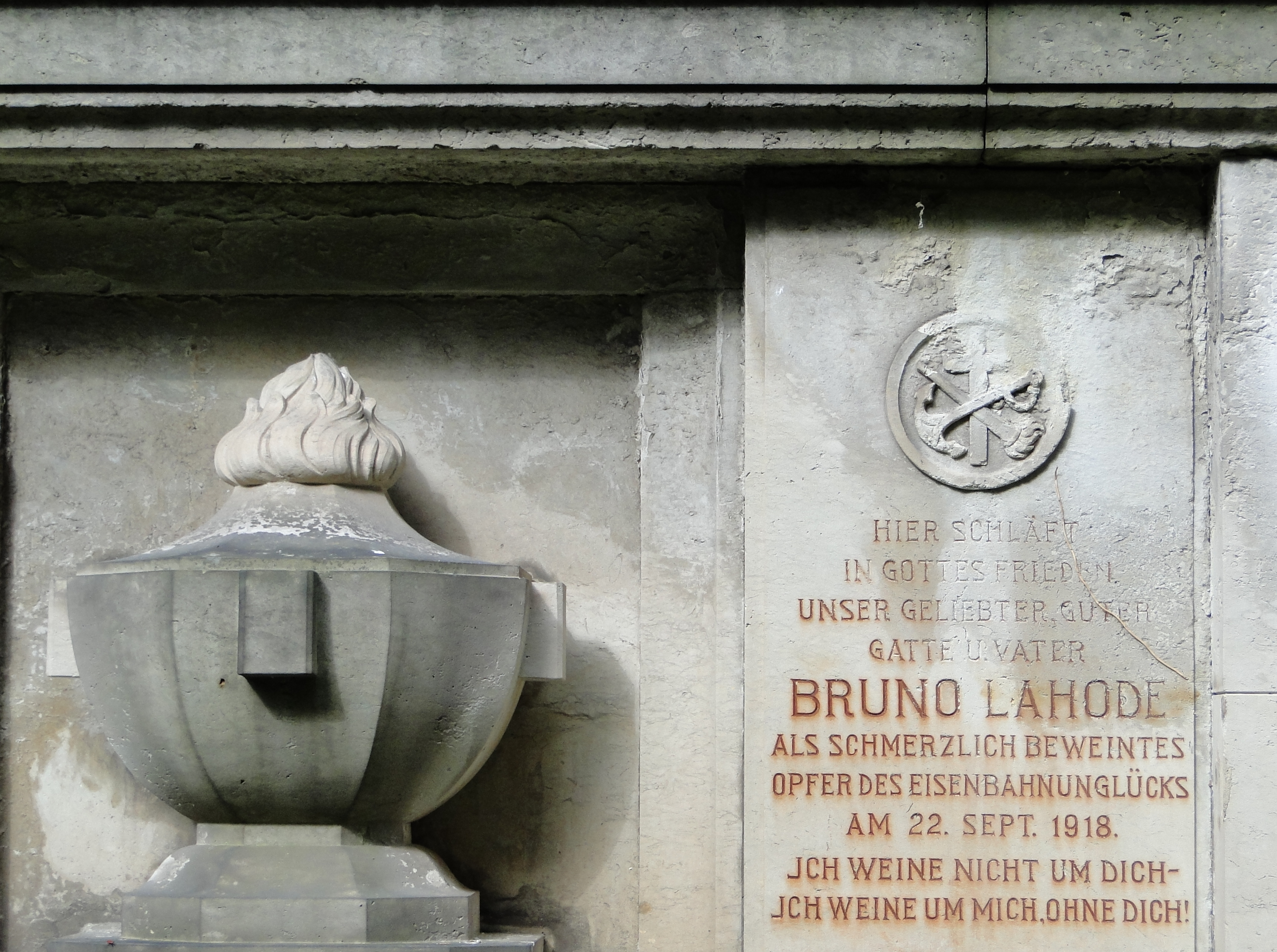
Grabstätte eines Unfallopfers auf dem Striesener Friedhof mit Hinweis auf den Eisenbahnunfall

Mindestens 18 Menschen starben, weitere 118 wurden verletzt. Die Lokomotive des D 13 wurde durch den Aufprall nur leicht beschädigt, der D 196 dabei aber um 10 m nach vorne geschoben. Dessen letzte zwei Wagen verkeilten sich ineinander und wurden zusammen mit den beiden vorauslaufenden Wagen größtenteils zertrümmert. Diese Wagen gerieten zudem in Brand.
In dem anschließenden Strafverfahren wurde der Lokomotivführer aufgrund seiner Farbenblindheit wegen des Überfahrens des „Halt“ zeigenden Signals nicht zur Rechenschaft gezogen. Da er jedoch das Schlusssignal des D 196 hätte erkennen müssen – ein Schlusssignal ist immer rot, hier scheidet also eine Verwechslung mit einem grünen Licht aus –, er aber trotzdem zu spät gebremst hatte, wurde er wegen fahrlässiger Transportgefährdung zu 8 Monaten Gefängnis verurteilt. Der Heizer der Lokomotive erhielt die gleiche Strafe.